# Vescomtat de Lodeva
El Vescomtat de Lodeva fou una jurisdicció feudal d'Occitània abraçant part del comtat de Lodeva.
El comtat de Lodeva va estar generalment associat a la Septimània. La manca de comtes propis va afavorir l'aparició de vescomtes dependents de Tolosa. Després del 1000 s'esmenta al vescomte Hildin o Angari, casat amb Arximberta o Xeriberga, que va morir a Jerusalem l'1 d'abril de 1040. Odó el seu fill, casat amb Ximberga, no va deixar a la seva mort (més tard del 1048) cap fill mascle i fou hereva la filla Nobilia, es va casar amb Gilbert II vescomte de Carlat, i la filla comuna, Adela, es va casar amb Berenguer, vescomte de Millau i Gavaldà i va heretar el vescomtat de Lodeva. Berenguer va morir no més tard del 1097 i el vescomtat va passar al seu fill segon Ricard I, junt amb la meitat del Carlat (el fill gran Gilbert va heretar Gavaldà, Millau i l'altra meitat de Carlat). Ricard fou el pare d'Hug de Rodés (conegut com a Hug II) que va posseir el vescomtat, que probablement reconegué com a feu català el 1168. El 1186 el va vendre al bisbe de Lodeva (que el 1222 foren també comtes de Lodeva) i va romandre vinculat al bisbat fins a la revolució.

## Llista de Vescomtes
- Hildin (Angari) c. 1010-1040
- Odó 1040-1048
- Nobilia 1048-c. 1060
- Gilbert c. 1048-1060
- Adela c. 1060-1097
- Berenguer 1060-1097
- Ricard I 1097-1135
- Hug I (II de Rodés) 1135-1186
- Als bisbes de Lodeva 1186 que foren comtes de Lodeva el 1222.